# Cliftonia
Cliftonia monophylla, es la única especie en el género Cliftonia; es una fanerógama de la familia de las Cyrillaceae, nativa de Norteamérica.

## Descripción
Cliftonia monophylla es un árbol pequeño o arbusto de hoja perenne. El tallo floral tiene dos brácteas. Los pétalos no tienen glándulas. Los estambres están en dos grupos de cincoy se ensanchan lateralmente. El fruto es alado  y contiene hasta cinco semillas, pero generalmente carecen de las semillas.

## Taxonomía
Cliftonia monophylla fue descrita por (Lam.) Britton   y publicado en The Silva of North America 2: 7. 1892.
Sinonimia
- Cliftonia ligustrina Sims ex Spreng.
- Ptelea monophylla Lam.[2]